# Vasili Bebutov
Vasiliy Osipovich Bebutov (en armenio: Վասիլ Բեհբութով, en georgiano: ვასილ ბებუთაშვილი / ბებუთოვი, en ruso: Василий Осипович Бебутов; 1 de enero de 1791 - 7 de abril de 1858) fue un general imperial ruso y un miembro de la familia noble georgiana-armenia de los Bebutashvili/Bebutov.
Bebutov sirvió en el ejército desde 1809. Sirvió en la guerra ruso-turca de 1806-1812 y en la guerra patriótica de 1812. A partir de 1816 fue General Adjunto del séquito imperial y sirvió con A. P. Yermolov. Durante la guerra ruso-turca de 1828-29 participó en la toma de Ajaltsije y comandó la defensa ante un intento de Ahmed Pasha de Adjara de recapturarla para los otomanos. En 1830 fue hecho gobernador del oblast armenio. Entre 1844-47 combatió al Imam Shamil. Fue condecorado con la Orden de San Jorge de segundo grado el 6 de diciembre de 1853 por sus servicios tras la derrota que infligió a los otomanos en la batalla de Başgedikler durante la guerra de Crimea.

## Condecoraciones
- Orden de Santa Ana, 3ª clase (1813), 1ª clase (1829)
- Orden de San Vladimir, 4ª clase (1819), 2ª clase (1844)
- Espada Dorada por Valentía (1828)
- Orden de San Jorge, 4ª clase (1830), 3ª clase (1846), 2ª clase (1853)
- Orden del Águila Blanca (1847)
- Orden de San Alejandro Nevski (1849)
- Orden de San Andrés (1854)